# Mellicta obscuramaxima
Mellicta obscuramaxima är en fjärilsart som beskrevs av Ruggero Verity 1921. Mellicta obscuramaxima ingår i släktet Mellicta och familjen praktfjärilar. Inga underarter finns listade i Catalogue of Life.